# Maison de Jehan-Séré
La maison de Jehan-Séré se trouve place du Vieux-Tarascon à Tarascon-sur-Ariège, dans le département de l'Ariège, en France.

## Histoire
Situé à 497 mètres d'altitude, cet immeuble date de 1575. 
Le bâtiment est inscrit partiellement pour la façade et la toiture au titre des monuments historiques par arrêté du 17 avril 1950.

## Architecture
Il s'agit d'un immeuble à pans de bois. Chaque étage s'avance en léger surplomb. La toiture est en tuile.